# Směrovací protokol
Směrovací protokol (anglicky routing protocol) definuje, jak si směrovače vyměňují informace, které jim umožňují vybírat cestu mezi libovolnými dvěma uzly v počítačové síti. Výběr cesty provádějí směrovací algoritmy. Při svém startu zná každý směrovač pouze sítě, ke kterým je přímo připojen. Směrovací protokol umožňuje předávání těchto informací sousedícím směrovačům a postupně do celé sítě. Tímto způsobem získají routery znalosti topologie sítě.
Z mnoha typů směrovacích protokolů se v IP sítích používají tři hlavní třídy:
- Interior gateway protocol typu 1, směrovací protokoly založené na stavu linek, jako například OSPF a Intermediate System to Intermediate System
- Interior gateway protocol typu 2, směrovací protokoly založené na vektoru vzdáleností, jako například Routing Information Protocol, RIPv2, IGRP.
- Exterior gateway protocol jsou směrovací protokoly používané v Internetu pro výměnu směrovacích informací mezi autonomními systémy; do této třídy patří Border Gateway Protocol (BGP), Path Vector Routing Protokol.

Termín „Exterior gateway protocol“ má dva významy; jedním je druh protokolů používaných pro výměnu směrovacích informací mezi autonomními systémy (viz Exterior gateway protocol), druhým je konkrétní protokol popsaný v RFC (viz Exterior Gateway Protocol).
Většina směrovacích protokolů je definována v dokumentech nazývaných Request for Comments.
Některé verze síťového modelu Open System Interconnection (OSI) vyčleňují směrovací protokoly do speciální podvrstvy síťové vrstvy (vrstva 3).
Jednotlivé směrovací protokoly se liší metodami, jakými zabraňují vzniku směrovacích smyček, způsoby, jakými vybírají upřednostňované cesty pomocí informace o ceně hopů, časem který je potřeba pro dosažení konvergence směrování, svojí škálovatelností a dalšími vlastnostmi.

## Rozdělení podle použité OSI vrstvy
Směrovací protokoly jsou podle směrovacího rámce referenčního modelu OSI protokoly pro správu síťové vrstvy. Přenášené směrovací informace většinou samy nejsou objektem směrování, protože se předávají pouze mezi směrovači přímo propojenými datovým spojem. Proto se mohou přenášet mechanismy patřícími do různých vrstev:
- IS-IS používá pro přenos linkovou vrstvu (vrstva 2).
- Open Shortest Path First (OSPF) je zapouzdřený v IP; v IPv4 používá pouze adresy v rámci podsítě, v IPv6 pouze linkové lokální adresy.
- IGRP a EIGRP jsou zapouzdřené přímo v IP. EIGRP používá vlastní spolehlivý přenosový mechanismus, zatímco IGRP vystačí s nespolehlivým.
- RIP pracuje přes UDP
- BGP pracuje přes TCP (u EGP spolu komunikují i směrovače, které nemají přímé propojení na linkové vrstvě)

## Protokoly IGP
Protokoly IGP slouží k výměně směrovacích informací v rámci jedné směrovací domény. Mezi IGP protokoly patří:
- Open Shortest Path First (OSPF)
- Routing Information Protocol (RIP)
- Intermediate System to Intermediate System (IS-IS)
- Enhanced Interior Gateway Routing Protocol (EIGRP)[note 1]

## Protokoly EGP
Protokoly Exterior gateway protocol slouží k výměně směrovacích informací mezi autonomními systémy. Mezi EGP protokoly patří:
- Exterior Gateway Protocol (EGP)
- Border Gateway Protocol (BGP)

## Směrovací software
Pro většinu obvyklých směrovacích protokolů existuje mnoho softwarových implementací. K aplikacím s otevřeným zdrojovým kódem patří Bird Internet routing daemon, Quagga, GNU Zebra, OpenBGPD, OpenOSPFD a XORP.

## Směrované protokoly
Směrovací protokoly lze také dělit podle toho, jaký směrovaný protokol přenášejí. Směrovaný protokol (anglicky routed protocol) slouží pro přenos aplikačního provozu. Směrovací protokoly poskytují informace pro síťovou nebo mezisíťovou vrstvu, které umožní přenos paketů mezi sítěmi.
Příklady směrovaných protokolů jsou internetový protokol (IP; IPv4 a IPv6), Internetwork Packet Exchange (IPX), Datagram Delivery Protocol v sadě protokolů AppleTalk a OSI protokol CLNP.